# KOMAGOME
KOMAGOME（こまごめ）は杉山優華、松下千紘による2人組の女性アイドルユニット、ダンスボーカルユニット。吉本興業グループ所属。
つぼみ大革命から派生したユニットで、激しいダンスと安定したボーカルに加え、MC中のボケ・ツッコミが持ち味。旧名「こまごめピペット」。

## メンバー
| 名前      | 読み            | 生年月日      | 血液型 | 出身地 | 愛称       | カラー  |
| --------- | --------------- | ------------- | ------ | ------ | ---------- | ------- |
| 杉山 優華 | すぎやま ゆうか | 1992年8月29日 | B型    | 京都   | ゆうか     | 水色    |
| 松下 千紘 | まつした ちひろ | 1994年3月12日 | O型    | 大阪   | ちーちゃん | Sピンク |

## 概要
2010年5月5日、2人が所属している「つぼみ」のイベント出番を貰う為にユニットを組んだのが「こまごめピペット」の始まり。
名前の由来はNSC女性タレントコース同期の福田麻貴（3時のヒロイン）が「なんとなくカワイイから」で名付けた。ユニットのリーダーは松下が勝手に担当している。
結成当初はバトントワリングを始め、玉すだれ、切り絵などの諸芸や漫才・コントなどのお笑いに挑戦。2013年度以降、オリジナルソングが充実してからは歌とダンスが主体となり、積極的にアイドルライブに出演するようになった。
ワンマンライブや定期ライブでは今でも漫才やコントを披露することがある。ダンスの振り付けは楽曲リリース毎に自分達で行っている。
2022年4月1日に「KOMAGOME」へ改名。

## 略歴
2009年
- 4月 NSC女性タレントコース5期生として入学。
- 8月 桜 稲垣早希のイベントサポートメンバーとして現在の前身となる「つぼみ」が結成。

2010年
- 4月29日 ガールズユニット「つぼみ」として正式な活動を開始。
- 5月5日 こまごめピペット結成。
- 7月22日-25日　お芝居「Magic Spell マジスペ!～魔法の呪文ありますか?～」出演。

2011年
- 10月26日 こまピペとして初めての舞台、京橋花月「ネタ＆トーク～漫才とつぼみSPトークで大盛り上がり～」出演。
- 10月30日 こまピペとして初営業、千林商店街「第4回 せんばやし ハロウィンパーティー」出演。

2012年
- 3月10日 こまピペとしての初MC、みさき公園「よしもと爆笑ビンゴ大会」に出演。

2013年
- 5月4日 オリジナルソング「キミにバンザイ」をつぼみ公演にて初披露。
- 9月3日 こまピペとして初めてのアイドル対バンライブ「女子箱 アイドルボックス#7」出演。

2014年
- 6月6日 YouTubeにオフィシャルの「こまごめピペットチャンネル」開設。
- 6月14日 初ワンマンライブ「こまlabo」（梅田 HEP HALL）開催。
- 11月29日 ワンマンライブ「二人の世界に飛んじゃって」（道頓堀ZAZA HOUSE）開催。

2015年
- 9月23日 ワンマンライブ「お昼休みはこまランチ!」（北堀江club vijon）開催。

2016年
- 3月31日 踊ってみたコンテストライブ「ニコバト ～Dance & Vocal Battle～」（池袋mismatch）に出場し優勝。
- 6月10日 毎月定期ライブ「こまごめピペット～定期ライブやってみた～」（日本橋Pollux Theater）開始。
- 8月2日 愛踊祭2016 関西地区エリア決勝に出場。

2017年
- 4～6月 定期ライブにて3ヶ月連続新曲披露。
- 7月14日 定期ライブを「こまNight!」と名称変更。
- 11月25日 ワンマンライブ「ミタイケン・ザ・ワールド」（OSAKA MUSE）開催。

2018年
- 5月7日 主催ライブ 第1回「こまフェス」（OSAKA MUSE）開催。

2020年
- 4月1日 配信EP「Mata Girl」発売。

2022年
- 4月1日 YouTube Live「こまごめ緊急連絡!」にて「KOMAGOME」への改名を発表。
- 5月4日 配信シングル「ホントの自分」発売。
- 5月5日 「KOMAGOME 1st ワンマンLIVE」（福島 2nd LINE）開催。
- 9月14日 配信シングル「やっぱそれなー」発売。
- 9月17日 ワンマンライブ「KMGM」（阿倍野ROCKTOWN）開催。
- 11月12日 ワンマンライブ「KMGM」（OSAKA MUSE）開催。

2023年
- 1月21日 初の東京ワンマン「KOMAGOME ONEMAN LIVE TOKYO」（表参道 WALL&WALL）開催。
- 2月22日 配信シングル「あばばばばばば」発売。
- 2月24日 ワンマンライブ「A-BA-BA-BANG!」（梅田 CLUB QUATTRO）開催。
- 5月24日 配信シングル「テケテケみゅーじっく」発売。

## オリジナルソング
| 旧体制 (2013-2015) | 旧体制 (2013-2015)           | 旧体制 (2013-2015)           | 旧体制 (2013-2015) | 旧体制 (2013-2015) |
| 曲名               | 作詞                         | 作曲                         | 初披露             | 音源化             |
| ------------------ | ---------------------------- | ---------------------------- | ------------------ | ------------------ |
| キミにバンザイ‼    | ロバート古田とブライアン矢野 | ロバート古田とブライアン矢野 | 2013/5/4           | -                  |
| キミとGO!GO!       | ロバート古田                 | ロバート古田                 | 2013/12/23         | -                  |
| 悲しいパペット     | ロバート古田                 | ロバート古田                 | 2014/5/25          | -                  |
| Heart Beat Harmony | 安斎レオ                     | RINDA                        | 2014/6/14          | -                  |
| Lonely princess    | 安斎レオ                     | ジャン＝ポール高橋           | 2014/11/30         | -                  |
| Jump!Jump!         | こまごめピペット             | ロバート古田                 | 2014/11/30         | -                  |
| ぷんすか！         | ロバート古田                 | ロバート古田                 | 2015/9/23          | -                  |

| 現体制 (2016 - 現在) | 現体制 (2016 - 現在) | 現体制 (2016 - 現在) | 現体制 (2016 - 現在) | 現体制 (2016 - 現在) |
| 曲名                 | 作詞                 | 作曲                 | 初披露               | 音源化               |
| -------------------- | -------------------- | -------------------- | -------------------- | -------------------- |
| Destiny              | MOKKU、こまピペ      | MARS                 | 2016/9/9             | -                    |
| 未体験THE WORLD      | 大崎隼人             | 大崎隼人             | 2017/1/13            | ○                    |
| アストロ・コード     | MARS                 | MARS                 | 2017/4/14            | -                    |
| 駒込慕情             | 大崎隼人             | 大崎隼人             | 2017/5/12            | -                    |
| KMGM                 | こまごめピペット     | 大崎隼人             | 2017/6/9             | -                    |
| 魔法トマホーク       | MARS                 | MARS                 | 2017/10/20           | ○                    |
| ネバーランド         | MARS                 | MARS                 | 2017/11/25           | ○                    |
| Beyond the start     | MARS                 | MARS                 | 2018/3/9             | ○                    |
| Mata Girl            | MARS                 | MARS                 | 2021/3/5             | ○                    |
| KOMAGOME (2022 - )   |                      |                      |                      |                      |
| ホントの自分         | とりかわたく         | 浮足立               | 2022/5/5             | ○                    |
| やっぱそれなー       | MARS                 | pal@pop              | 2022/8/27            | ○                    |
| あばばばばばば       | 小池由郎             | pal@pop              | 2022/9/17            | ○                    |
| アマガミゾンビ       | -                    | -                    | 2023/1/21            | -                    |
| Get You Chu          | -                    | -                    | 2023/1/21            | -                    |
| テケテケみゅーじっく | pal@pop              | pal@pop              | 2023/2/24            | ○                    |
| 頭に耳♡              | -                    | -                    | 2023/2/24            | -                    |
| 我は愛なり           | -                    | -                    | 2023/2/24            | -                    |
| Tireless Summer      | -                    | -                    | 2023/5/31            | -                    |

## タイアップ
| 曲名                 | タイアップ                                                           |
| -------------------- | -------------------------------------------------------------------- |
| ネバーランド         | 関西テレビ系 「千原ジュニアの座王」 2020年6-7月度 エンディングテーマ |
| ホントの自分         | 関西テレビ系 「フットマップ」 2022年4-5月度 エンディングテーマ       |
| テケテケみゅーじっく | 関西テレビ系 「フットマップ」 2023年4-5月度 エンディングテーマ       |

## 出演

### テレビ
過去
- 「アニメ&特撮大好き!O・BA・MA」内のコーナー｢特捜指令!O・BA・BA｣に出演（ミュージック・ジャパンTV）
- 笑い飯のおもしろテレビ（2014年11月18日、2015年2月3日・11日、7月7日 サンテレビ）
- ロケみつ フライデー（毎日放送）
- ボートのつぼみ（サンテレビ）
- どきワク関西 （J:COMチャンネル）
- つぼみ公演（KawaiianTV）
- アイドル必須マニュアル「ドルセツ」（スカパープレミアム等 KawaiianTV）
- TSUBOMIX（KawaiianTV）

### ラジオ
現在
- つぼみのじゃんぐる♥レディOh!（YES-fm）火曜日 19:00～20:00[2]

過去
- ザ・プラン9のとびだしNSC（YES-fm）
- ヨシモト＊ChatterBox（YES-fm）

### インターネット番組
現在
- つぼみ大革命の革命ナイト（ニコニコ生放送310ch）水曜日 20:00-21:30

過去
- つぼみのもっと前進!（ニコニコ動画310ch）
- つぼみのちょっと前進!（ニコニコ動画310ch）